# サイダーハウス・ルール (映画)
『サイダーハウス・ルール』（The Cider House Rules）は、1999年製作のアメリカ映画。原作はジョン・アーヴィングの同名小説『サイダーハウス・ルール』。アーヴィング自身が脚本を書き、さらに駅員として出演もしている。2000年にアカデミー助演男優賞（マイケル・ケイン）とアカデミー脚色賞を受賞した。

## あらすじ
1943年、メイン州ニューイングランドの孤児院で生まれ育った青年ホーマーは、父親のような存在のラーチ医師のもとで医術を学び、望まない妊娠をした女性たちの出産や中絶手術を孤児院内で手伝いながら、医師と同等の技術と知識を身に付けていた。貰われていく子供達もいる中、ホーマーはラーチ医師の強い期待と愛情に半ば縛られるような形で孤児院暮らしを続けていたが、外の世界への憧れを捨て切れずにいた。
1944年のある日、中絶のためにウォリー・ワージントン陸軍中尉とその恋人キャンディが孤児院を訪れる。ふと思い立ったホーマーは、少尉に、「車に乗せて行ってくれないか」と願い出る。ウォリーは快諾し、ホーマーは二人の車に同乗して孤児院を離れ、新たな旅に出る。
見たことのない世界に感動するホーマーであったが、生活のため、ウォリーの実家のサイダーハウス（リンゴ農園）で働くことを決める。サイダーハウスの壁に張り紙されたルール（規則）さえ読むことが出来ない黒人労働者たちに混じって寝泊まりし、農園仕事を教わって暮らすうちに、新しい生活に満ち足りた幸せを感じるようになる。やがてウォリーはビルマへ出征し、回復したキャンディは孤独を持て余し、ホーマーをデートに誘い、やがて二人は恋愛関係になる。
一方、孤児院には運営母体の理事会から、ラーチの解雇を見据えて若手の医師を採用するよう勧告される。そこでラーチは、ホーマーの経歴を偽造し、医師として採用するよう働きかける。
リンゴ収穫の季節は去り、翌年の再会を約束しつつ労働者たちは去っていく。しかしホーマーはサイダーハウスに残り、キャンディと交際しつつ、彼女の実家のエビ漁を手伝う道を選ぶ。ホーマーとラーチは手紙をやり取りするが、ホーマーは医療の道を頑なに拒み、ラーチはホーマーが巣立ったことを認識する。
時は巡り、ふたたび黒人労働者たちが戻ってきたが、一様に何かおかしい。ホーマーは唯一の女性であり、一団のボスであるMr. ローズの娘であるローズの異変に気づき、キャンディの協力も得て彼女が実の父親の子を妊娠したことを知る。さらにウォリーが戦地でかかった脳炎の後遺症で半身不随となって帰還することが判明する。
その夜、口論となったローズ親子に対し、ホーマーは「自分は医者だ」と告げて説得し、ラーチから送られていた機器を使って堕胎手術を行う。術後、ローズはホーマーにルールの張り紙を読ませる。常識的な内容だったが、Mr. ローズは自分たちで決めるべきだと静かに反発し、ホーマーが張り紙を燃やす。そして、互いを必要としなくなったホーマーとキャンディは、別れを決心する。
数日後、ローズがMr. ローズに致命傷となる刺し傷を負わせて失踪する。瀕死のMr. ローズは、自分は自殺したと告げるよう言い残して絶命した。Mr. ローズの葬儀の日、ホーマーは手紙でラーチの死を知る。
黒人たちの車でホーマーはサイダーハウスを去る。道すがら、ウォリーを出迎えるキャンディを見かけるが、もはや未練はなかった。ホーマーは孤児院に戻り、大歓迎を受ける。ホーマーは徴兵免除の真相を知り、ラーチの愛情を感じるとともに、その仕事を引き継ぐことを決意するのだった。

## キャスト
| 役名                       | 俳優                             | 日本語吹替 | 日本語吹替             |
| 役名                       | 俳優                             | ソフト版   | Netflix版              |
| -------------------------- | -------------------------------- | ---------- | ---------------------- |
| ホーマー・ウェルズ         | トビー・マグワイア               | 渡貫良児   | 近松孝丞               |
| キャンディ・ケンドール     | シャーリーズ・セロン             | 日下由美   | 森なな子               |
| ウィルバー・ラーチ医師     | マイケル・ケイン                 | 中村正     | 堀部隆一               |
| アーサー・ローズ           | デルロイ・リンドー               | 宝亀克寿   | 長克巳                 |
| ウォリー・ワージントン中尉 | ポール・ラッド                   | 猪野学     | 小林親弘               |
| 看護婦エドナ               | ジェーン・アレクサンダー         | 田畑ゆり   | 宮沢きよこ             |
| 看護婦アンジェラ           | キャシー・ベイカー               | 泉晶子     | 田中杏沙               |
| ローズ・ローズ             | エリカ・バドゥ                   | 山像かおり | 合田絵利               |
| バスター                   | キーラン・カルキン               | 入野自由   | 伊藤実華               |
| オリーヴ・ワージントン     | ケイト・ネリガン                 |            | ニケライ・ファラナーゼ |
| ピーチーズ                 | ヘヴィ・D                        |            | 大泊貴揮               |
| マディ                     | K・トッド・フリーマン            | 水内清光   | 三輪隆博               |
| メアリー・アグネス         | パス・デ・ラ・ウエルタ           | 伊藤実華   | 廣田悠美               |
| レイ・ケンドール           | J・K・シモンズ                   |            |                        |
| ジャック                   | エヴァン・デクスター・パーク     |            | 新川麗                 |
| ヴァーノン                 | ジミー・フリン                   |            | 宮崎敦吉               |
| ヒーロー                   | ロニー・R・ファーマー            |            | 藤巻大悟               |
| ファジー                   | エリック・パー・サリヴァン       |            |                        |
| カーリー                   | スペンサー・ダイアモンド         |            | 松井暁波               |
| コパフィールド             | ショーン・アンドリュー           |            | 富樫美鈴               |
| スティアフォース           | ジョン・アルバーノ               |            | ふじたまみ             |
| ヘイゼル                   | スカイ・マッコール・バートシアク |            |                        |

- ソフト版

その他吹替：大原真理子、北沢洋、天田益男、藤本譲、水原リン、北斗誓一、清水敏孝、村上想太、常盤祐貴、野口輝人、渡辺悠、奥島和美、浅井清己、小倉裕太、五十嵐優次郎
演出：壺井正、翻訳：高間俊子、調整：飯塚秀保、制作：グロービジョン
- Netflix版

演出：神尾千春、翻訳：片山貴子、調整：山本洋平

## 演出の特徴
- 孤児院のシーンでは、淡い色彩やモノトーンが用いられ、対照的に孤児院の外の世界は、比較的カラフルで鮮やかな色彩で描かれており、孤児院の雰囲気や主人公の心情を効果的に表現している。特にホーマーが旅立ったあとのシーンには、透き通った明るい色彩が美しいものも多い。
- レイチェル・ポートマン作曲の印象的で優しげな音楽が、作品全体の繊細な空気感をさらに引き立てている。監督のラッセ・ハルストレムも、製作陣との映画解説の中で、「レイチェルのこの音楽は名曲だ。車の中でよく聴いているよ」と話している。ポートマンは、この作品でアカデミー作曲賞にノミネートされた。
- 原作と大きな相違はないが、映画に組み立てる際の工夫として製作陣がいくらか小さな変更や描写の削除を施している。その中の一つにラーチ医師の母は移民だという設定があるが、それはイギリスの俳優であるマイケル・ケインがラーチ医師を演じるにあたって、ニューイングランド訛りのアメリカ英語を完全に駆使するには限界があった点を、不自然にならないようカバーするための工夫である(ケイン自身は、訛りやアクセントの問題には自力で取り組む姿勢を見せていた)。